# Ambasada Stanów Zjednoczonych w Tallinnie
Ambasada Stanów Zjednoczonych w Tallinnie (ang. The Embassy of the United States in Tallinn, est. Ameerika Ühendriikide Suursaatkond Tallinnas) – misja dyplomatyczna Stanów Zjednoczonych Ameryki w Republice Estońskiej.

## Historia
W Rewlu, ówcześnie położonym w Rosji, w latach 1859-1870 mieścił się amerykański konsulat.
Od 1919 interesy Stanów Zjednoczonych w Estonii reprezentował komisarz rezydujący w Rydze oraz od 1920 także konsul w Tallinnie. Stany Zjednoczone uznały niepodległość Estonii 28 lipca 1922, za prezydentury Warrena Hardinga i w tym samym dniu oba państwa nawiązały stosunki dyplomatyczne. 20 listopada 1922 pierwszy amerykański poseł w Estonii złożył listy uwierzytelniające. Przez cały okres międzywojenny w Estonii akredytowani byli posłowie Stanów Zjednoczonych w Rydze. 30 czerwca 1930 w Tallinnie otworzono budynek poselstwa Stanów Zjednoczonych z kierownikiem w randzie chargé d’affaires, nie zmieniło to jednak rezydencji posła na Łotwie. 6 sierpnia 1940 Estonia utraciła niepodległość na rzecz Związku Sowieckiego, co jednak nigdy nie zostało uznane przez rząd Stanów Zjednoczonych. Władze sowieckie wymusiły zamknięcie amerykańskiego poselstwa w Tallinnie, co nastąpiło 5 września 1940.
2 września 1991 prezydent George H.W. Bush ogłosił gotowość przywrócenia pełnych stosunków z Estonią, co nastąpiło dwa dni później. 2 października 1991 otwarto Ambasadę Stanów Zjednoczonych w Tallinnie. Jej pierwszą siedzibą był Hotel Palace. 6 lutego 1992 ambasada przeniosła się do budynku przedwojennego Poselstwa Stanów Zjednoczonych w Tallinnie, gdzie mieści się do dziś.
Aktualnie planowana jest budowa nowego kompleksu ambasady.

## Szefowie misji

### Posłowie Stanów Zjednoczonych
jeżeli nie zaznaczono inaczej w randzie posła z rezydencją w Rydze
- Frederick William Backus Coleman (1922 - 1931)
- Robert Peet Skinner (1932 - 1933)
- John Van Antwerp MacMurray (1934 - 1936)
- Arthur Bliss Lane (1936 - 1937)
- Frederick Augustine Sterling nie objął placówki
- John Cooper Wiley (1938 - 1940)
- Walter Anderson Leonard (1940) chargé d’affaires rezydujący w Tallinnie

### Ambasadorzy Stanów Zjednoczonych
jeżeli nie zaznaczono inaczej w randzie ambasadora
- Robert C. Frasure (1991 - 1994) do 1992 chargé d’affaires, następnie ambasador
- Lawrence Palmer Taylor (1995 - 1997)
- Melissa Foelsch Wells (1998 - 2001)
- Joseph Michael DeThomas (2001 - 2004)
- Aldona Wos (2004 - 2007)
- Stanley Davis Phillips (2007 - 2009)
- Michael Christian Polt (2009 - 2012)
- Jeffrey D. Levine (2012 - 2015)
- James Desmond Melville Jr. (2015 - 2018)
- Elizabeth K. Horst (2018 - 2019) chargé d’affaires
- Brian Roraff (2019 - 2022) chargé d’affaires
- Gabrielle Cowan (2022) chargé d’affaires[5][6]
- George P. Kent (2022 - nadal)